# گنجواژه روژه

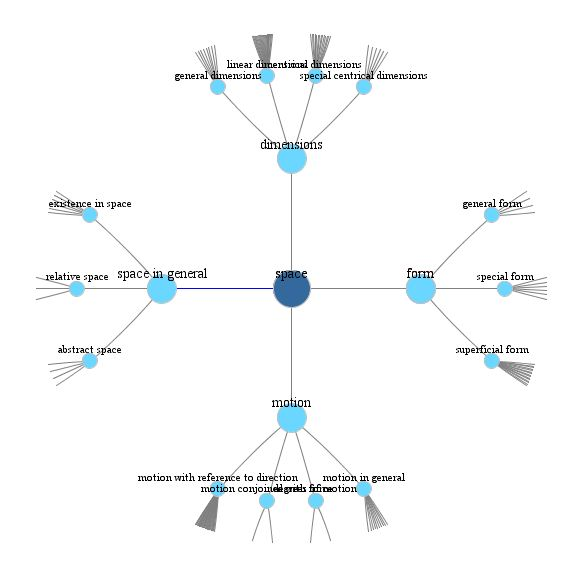
درخت هیپربولیک با فرستنده در فضا

گنجواژهٔ روژه (به انگلیسی: Roget's Thesaurus) گنجواژه‌ای برای زبان انگلیسی است که توسط پیتر مارک روژه در سال ۱۸۰۵ ایجاد و در سال ۱۸۵۲ با عنوان گنجواژهٔ لغات و عبارات انگلیسی (Thesaurus of English Words and Phrases) برای نخستین بار منتشر شد. این گنجواژه بسیار مورد استفاده قرار گرفت. این کتاب تا عصر حاضر نیز ویرایش می‌شود و کماکان مورد استقبال است.